# Walentina Iwanowna Kosenkowa
Walentina Iwanowna Kosenkowa (russisch Валентина Ивановна Козенкова; * 17. November 1931 im Dorf Nowyje Schiroki bei Spas-Demensk; † 23. Mai 2021 in Moskau) war eine sowjetisch-russische Prähistorikerin.

## Leben
Kosenkowa stammte aus einer Bauernfamilie, die 1934 in eine Arbeiter-Siedlung am Rande Moskaus zwischen dem Lefortowo-Gefängnis und Dangauerowka zog. 1951 begann sie das Studium an der Lomonossow-Universität Moskau (MGU) in der Historischen Fakultät. Bereits nach dem ersten Studienjahr nahm sie an der archäologischen Expedition Alexei Okladnikows teil und arbeitete in der Gruppe Nikolai Dikows, die die jungsteinzeitlichen Siedlungen auf den Inseln Lesnoi und Sosnowy in der Angara erforschte. 1953 und 1954 arbeitete sie in der von Leonid Kyslassow geleiteten Kirgisischen Expedition im Tschüi-Tal bei der Ausgrabung der Stadt Balasagun mit. 1955 schloss sie ihr Studium an der MGU als Spezialistin für Mittelalter-Archäologie Zentralasiens ab.
Nach dem Abschluss des Studiums wurde Kosenkowa zur Arbeit in Andischan eingeteilt. Als wissenschaftliche Mitarbeiterin leitete sie dort eine Abteilung des Heimatmuseums und leitete mehrere Expeditionen des Museums ins Ferghanatal.
Kosenkowa kehrte 1959 nach Moskau zurück, wo sie ihre Forschungsrichtung ändern musste. Ab 1960 arbeitete sie im Moskauer Institut für Archäologie der Akademie der Wissenschaften der UdSSR. Von 1963 bis 1975 leitete sie in der Archäologischen Nordkaukasus-Expedition (SKAE) die Vorland-Gruppe. Nach der Aspirantur bei Jewgeni Krypnow verteidigte sie 1969 mit Erfolg ihre Dissertation über die Koban-Kultur in Tschetschenien und Inguschetien für die Promotion zur Kandidatin der historischen Wissenschaften. 1976–1977 leitete sie die Tschetschenen-Inguschen-Gruppe und 1977–1978 die Utschkeken-Gruppe der SKAE. Ab 1979 war sie wissenschaftliche Sekretärin des Sektors für skythisch-sarmatische Archäologie des Instituts für Archäologie.
Ihre Doktor-Dissertation über den Großen Kaukasus im 14.–4. Jahrhundert v. Chr. mit Darstellung der Koban-Kultur als Modell einer tausendjährigen Entwicklung verteidigte Kosenkowa 1990 mit Erfolg für die Promotion zur Doktorin der historischen Wissenschaften. Forschungsschwerpunkte wurden die Beziehungen der Koban-Kultur zu den Kulturen der Umgebung und das Geistesleben der Stämme der Koban-Kultur.
Ab 2002 war Kosenkowa Mitglied des Wissenschaftsrats des Staatlichen Museums für Orientalische Kunst und beriet junge Archäologen.